# Vemork

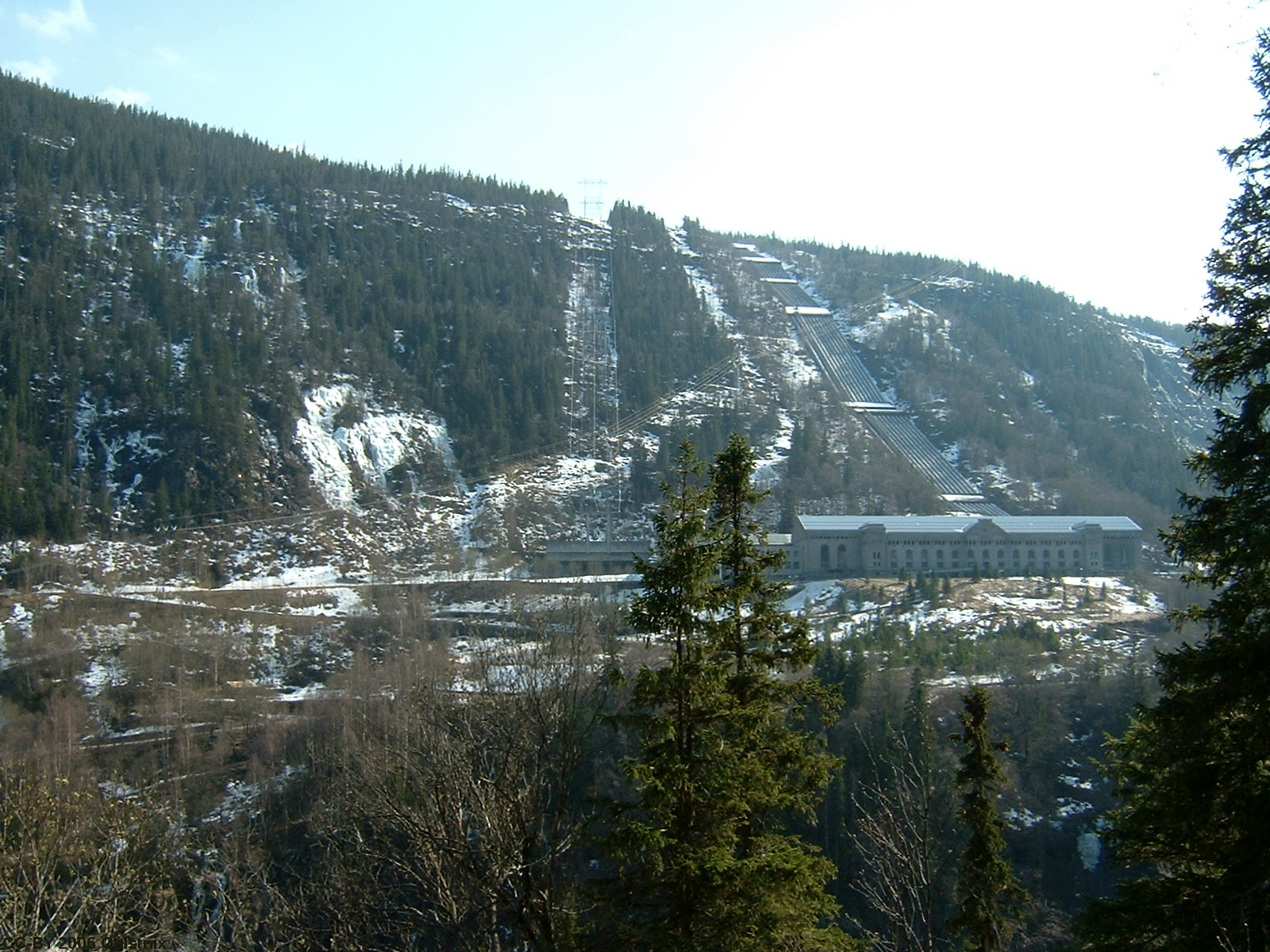
Het water van de getemde waterval stroomt tegenwoordig niet meer door de buizen, maar door een tunnel in de berg

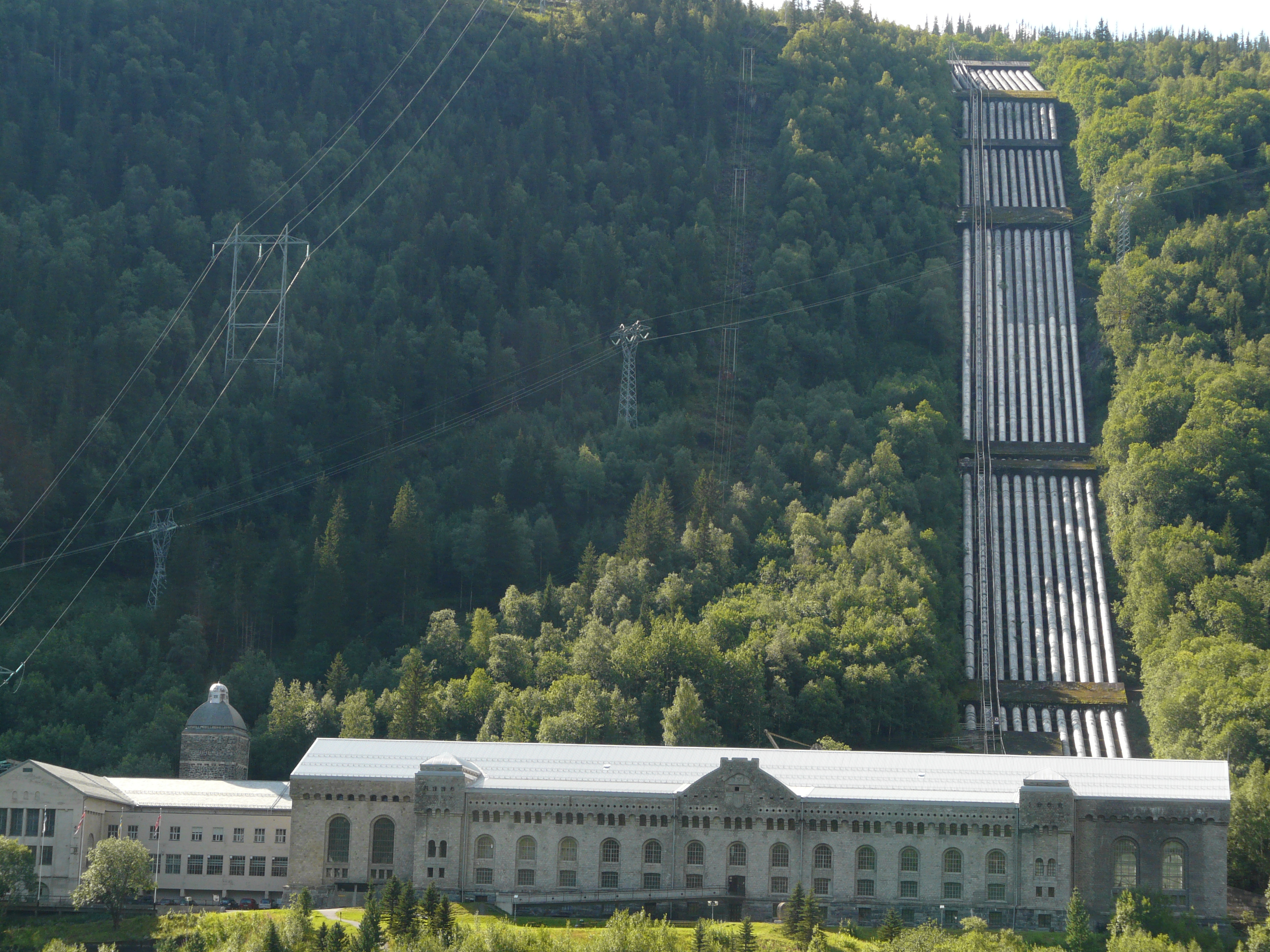
Waterkrachtcentrale Vemork

Vemork is een klein plaatsje, bij Rjukan, in de gemeente Tinn in de Noorse provincie Telemark.
Het dankt zijn bekendheid aan de gelijknamige waterkrachtcentrale, die van 1906 tot 1911 werd gebouwd om energie op te wekken uit de Rjukanfossen, een 104 m hoge waterval. Bij de bouw was het de grootste waterkrachtcentrale ter wereld. Met behulp van de opgewekte energie werd in een nabijgelegen fabriek kunstmest gefabriceerd.
De waterkrachtcentrale en het buizenstelsel zijn inmiddels niet meer in gebruik. Het huisvest nu het Norsk Industriarbeidermuseum.
Een nieuwe waterkrachtcentrale is gebouwd in de berg achter het huidige museum. Deze krijgt zijn aanvoer via een tunnel en wekt energie op door middel van twee Francisturbines die samen 200 MW vermogen leveren.
De brug in Vemork is een bekende plaats om te bungeejumpen.

## Zwaar water
Bij de centrale bouwde Norsk Hydro in 1934 de eerste commerciële fabriek voor zwaar water, oorspronkelijk een nevenproduct dat bij de fabricage van kunstmest ontstond. Tijdens de Tweede Wereldoorlog probeerde Duitsland dit zware water te gebruiken bij de ontwikkeling van een eigen atoombom. De geallieerden wilden dit voorkomen en hebben diverse pogingen ondernomen om de productie stil te leggen. Het Noorse verzet wist de fabriek in februari 1943 tijdens de Operatie Gunnerside succesvol te saboteren, waarna de productie enige tijd stillag. De fabriek is in november 1943 door Amerikaanse bommenwerpers gebombardeerd. Het transport vanuit de fabriek verliep per spoor, waarbij de treinen het nabijgelegen meer (Tinnsjå) moesten oversteken. Op 20 februari 1944 werd de veerboot Hydro door middel van tijdbommen door het Noorse verzet tot zinken gebracht. De productie van zwaar water werd hierna naar Duitsland overgebracht.
In 1965 werd deze locatie gebruikt voor de opnames van de film The Heroes of Telemark. Deze film, met Kirk Douglas en Richard Harris in de hoofdrollen, behandelt de Noorse acties om de productie van zwaar water te saboteren.